# Pologne aux Jeux olympiques d'hiver de 1936
La Pologne participe aux Jeux olympiques d'hiver de 1936, qui ont lieu à Garmisch-Partenkirchen en Allemagne. Représenté par 20 athlètes, ce pays prend part aux Jeux d'hiver pour la quatrième fois de son histoire après sa présence à toutes les éditions précédentes. Il ne remporte pas de médaille.